# Die Prinzen
Die Prinzen (có nghĩa là "Những hoàng tử") là tên một nhóm nhạc Đức có phong cách hát kiểu nhạc acappella. Ban nhạc được thành lập từ những thành viên cũ của đội hợp xướng Thomanerchor của nhà thờ St. Thomas ở Leipzig.

## Tổng quan
Lời bài hát của ban nhạc thường khá hài hước, châm biếm, chỉ trích về chính phủ hoặc xã hội Đức.
Những bài hát quen thuộc của ban nhạc là "Millionär", "(Du musst ein) Schwein", "Küssen verboten", "Alles nur geklaut", "Olli Kahn" (về thủ môn bóng đá Oliver Kahn) và "Deutschland".
Dựa vào tên của ban nhạc và truyện cổ tích Grimm "Hoàng tử Ếch", biểu tượng của ban nhạc có hình con ếch xanh đang đội vương miện. Biểu tượng này xuất hiện ở nhiều bìa album và đĩa đơn của ban nhạc.
Die Prinzen đã nhận dược 14 đĩa vàng và 6 đĩa bạch kim cùng nhiều giải thưởng khác.

## Ban nhạc
Ban nhạc gồm 7 thành viên:
- Tobias Künzel (sinh ngày 26 tháng 5 năm 1964 ở Leipzig; Hát giọng baritone)
- Matthias Dietrich (sinh ngày 24 tháng 11 năm 1964 ở Schönebeck; Chơi ghi-ta bass)
- Sebastian Krumbiegel (sinh ngày 5 tháng 1 năm 1966 ở Leipzig; Hát giọng tê-nô)
- Wolfgang Lenk (sinh ngày 4 tháng 9 năm 1966 ở Leipzig; Hát giọng tê-nô)
- Jens Sembdner (sinh ngày 20 tháng 1 năm 1967 ở Wermsdorf; Hát giọng bass)
- Henri Schmidt (sinh ngày 17 tháng 8 năm 1967 ở Leipzig; Hát giọng baritone)
- Ali Zieme (sinh ngày 23 tháng 3 năm 1971 ở Döbeln; Chơi trống)

## Tác phẩm

### Album
- Das Leben ist Grausam (1991)
- Das Leben ist Grausam (a cappella)
- Küssen verboten (1992)
- Küssen verboten (a cappella)
- Alles nur geklaut (1993)
- Alles nur geklaut (a cappella)
- Schweine (1995)
- Alles mit'm Mund (1996)
- Ganz oben (1997)
- Soviel Spaß für wenig Geld (1999)
- Soviel Spaß für wenig Geld (a cappella)
- Festplatte (1999)
- D (2001)
- Monarchie in Germany (2003)
- HardChor (2004)
- Akustisch Live (2006)
- Die Prinzen Orchestral (2007)
- Die Neuen Männer (2008)
- Es war nicht alles schlecht (2010)
- Familienalbum (2015)
- Eine Nacht in der Oper (2015)

### Đĩa đơn
- "Gabi und Klaus" (1991)
- "Millionär" (1991)
- "Mein Fahrrad" (1991)
- "Mann im Mond" (1991)
- "Küssen verboten" (1992)
- "Bombe" (1992)
- "Alles nur geklaut" (1993)
- "Überall" (1993)
- "Du spinnst doch" (1993)
- "Schwein sein" (1995)
- "Ich will ein Baby" (1995)
- "Alles mit'm Mund" (1996)
- "Hose runter" (1996)
- "Heute ha-ha-habe ich Geburtstag" (1996)
- "Ganz oben" (1997)
- "So viel Spaß für wenig Geld" (1999)
- "Deutschland" (2001)
- "Hier sind wir" (2001)
- "Popmusik" (2001)
- "Olli Kahn" (2002)
- "Chronisch Pleite" (2003)
- "Unsicherheit macht sich breit" (2004)

### Video
- 10 Jahre Popmusik (2001)